# Œil rose
L'œil rose, ou rosissement des yeux, est une maladie bactérienne de la pomme de terre causée par une bactérie aérobie  à Gram négatif, Pseudomonas fluorescens, connue en Amérique du Nord. 
Cette maladie, qui affecte les tubercules, se développe surtout en phases de récolte et de stockage. Elle se manifeste par des taches superficielles de couleur rose à brun sur la peau entourant les yeux du tubercules. Dans les cas d'attaque graves, les tissus internes prennent une coloration brunâtre et des pourritures molles peuvent se développer.
La bactérie présente dans le sol est favorisée par l'humidité. Elle pénètre dans les tubercules par les blessures et les ouvertures naturelles comme les lenticelles. La récolte mécanique qui occasionne plus de blessures aux tubercules et de souillure par la terre est un facteur de développement de la maladie. Elle se propage surtout par des températures supérieures à 7 °C.
C'est une maladie souvent associée à la verticilliose qui semble être un facteur favorisant son développement.
Il n'existe pas de moyens de lutte curatifs contre cette maladie. Les mesures préventives consistent à éviter de procéder à la récolte par temps humide, à prévenir les lésions des tubercules et à maintenir la température de stockage au-dessous du seuil de 7 °C..